# François Dard
Pour les articles homonymes, voir Dard.
François Dard, né le 14 avril 1769 à Thiers (Puy-de-Dôme), mort le 10 novembre 1828 à Le Puy-en-Velay (Haute-Loire), est un général français de la Révolution et de l’Empire.

## États de service
Il entre en service le 15 avril 1795, comme sous-lieutenant au 14e régiment de dragons, et il fait les campagnes de l’an III et de l’an IV à l’armée de Sambre-et-Meuse. Passé à l’armée d’Italie, il devient lieutenant le 21 mars 1797, et en 1798, il est désigné pour la campagne d’Égypte. Il participe à la bataille d’Aboukir le 25 juillet 1799, et il reçoit son brevet de capitaine le 21 septembre suivant.
Le 17 mars 1802, il est admis dans l’escadron des guides du général Murat général en chef des troupes stationnées en République cisalpine, et le 3 octobre 1803, il est nommé chef d’escadron. Le 6 avril 1804, il est affecté au 24e régiment de dragons, et il est fait chevalier de la légion d’honneur le 14 juin 1804.
De l’an XIII à 1807, il est affecté à l’armée de Naples, et il reçoit ses épaulettes de major au 23e régiment de dragons le 23 novembre 1807. Il est élevé au grade d’officier de la Légion d’honneur le 27 juillet 1809, et le 14 octobre 1811, il devient colonel en second de cavalerie. 
Le 11 octobre 1812, il est nommé commandant du 18e régiment de dragons, et il sert en Espagne jusqu’en mai 1813. Affecté au 5e corps de cavalerie de la Grande Armée, il participe à la campagne de Saxe, puis à la campagne de France en 1814. il est créé baron de l’Empire le 21 janvier 1814, et il est fait chevalier de la Couronne de fer le 25 février 1814.
Lors de la première restauration, il est fait chevalier de Saint-Louis par le roi Louis XVIII le 27 juillet 1814, et il est maintenu au commandement du 18e régiment de dragons.
Pendant les Cent-Jours, il est promu général de brigade le 29 mai 1815. Non confirmé dans sa promotion au grade de général de brigade, par le roi Louis XVIII, il est mis en non activité le 1er août 1815, avec le grade de colonel. 
Il est rappelé à l’activité le 20 janvier 1819, comme chef de corps du régiment de dragons de la Saône, et le 6 novembre 1822, il est admis au traitement de réforme. Le 19 décembre 1827, il est employé au recrutement, jusqu’au 1er août 1828.
Il meurt le 10 novembre 1828 au Puy-en-Velay.

## Sources
- (en) « Generals Who Served in the French Army during the Period 1789 - 1814: Eberle to Exelmans »
- Thierry Pouliquen, « Les généraux français et étrangers ayant servis [sic] dans la Grande Armée » (consulté le 28 juillet 2015)
- « Cote LH/659/40 », base Léonore, ministère français de la Culture
- « La noblesse d’Empire » (consulté le 28 juillet 2015)
- Vicomte Révérend, Armorial du premier empire, tome 2, Honoré Champion, libraire, Paris, 1897, p. 7.
- (pl) « Napoléon.org.pl »
- A. Lievyns, Jean Maurice Verdot, Pierre Bégat, Fastes de la Légion-d'honneur, biographie de tous les décorés accompagnée de l'histoire législative et réglementaire de l'ordre, Tome 5, Bureau de l’administration, 1847, 575 p. (lire en ligne), p. 108.